# مانتیس (مارول کمیک)
مانتیس (به انگلیسی: Mantis) یک شخصیت خیالی ابرقهرمان در کتاب‌های کامیک آمریکایی منتشر شده توسط مارول کامیکس است. شخصیت مانتیس توسط نویسنده استیو اینگلهارت و طراح دان هک خلق شده‌است؛ که برای اولین بار در شمارهٔ ۱۱۲ انتقام‌جویان (ژوئن ۱۹۷۳) حضور پیدا کرد. او یکی از اعضای سابق گروه انتقام‌جویان، و همچنین یکی از اعضای کنونی نگهبانان کهکشان است.
پام کلمنتیف به ایفای نقش شخصیت مانتیس در دنیای سینمایی مارول شامل فیلم‌های نگهبانان کهکشان بخش ۲ (۲۰۱۷)، انتقام‌جویان: جنگ ابدیت (۲۰۱۸) و دنبالهٔ آن، ثور: عشق و آذرخش (۲۰۲۲)، نگهبانان کهکشان ویژه تعطیلات (۲۰۲۲)، و نگهبانان کهکشان بخش ۳ (۲۰۲۳)، پرداخته‌است.

## زندگینامه خیالی شخصیت
مانتیس دختر گوستاو برندت، یک آلمانی که به عنوان سربازی مزدور در هندوچین جنگیده بود و همسرش لوئا بود. در آن زمان به سبب توطئه و تنفر برادر لوئا از شوهر خواهرش، تصمیم به قتل هر دوی آن‌ها گرفت. برادر لوئا که رهبر یک سازمان زیرزمینی بود نزدیک به ده ماه برندت و خواهرش را تعقیب کرد. سرانجام مانتیس به دنیا آمد و برندت تصمیم گرفت دیگر دست از فرار بردارد و تنها پنهان باقی ماند. با این حال برادر لوئا آن‌ها را پیدا کرد و با استفاده از شعله‌افکن محل زندگی‌شان را به آتش کشید. لوئا کشته شد و برندت نیز به شدت دچار سوختگی و همچنین بینایی خود را از دست داد. گوستاو برندت به سختی همراه با دختر نوزادش از آنجا پا به فرار گذاشتند. آن‌ها به مدت دو روز در حال فرار بودند تا اینکه در ویتنام، به پرستشگاه کشیشی زیست فرازمینی به نام پاما رسیدند که از نژاد بیگانه‌های انسان نمای کِری بود. از آنجایی که او یک سرباز بود این کشیش صلح‌جو برندت را از دخترش جدا کرد تا بتوانند او را به روش صلح‌آمیز خود بزرگ کنند. آن‌ها از طرفی سعی در تدریس فلسفهٔ خود به برندت کردند، اما تنها موفق به آموزش چگونگی مشاهده توسط قدرت‌های ذهنی با وجود نابینایی او شدند. پس از گذشت چندین سال برندت معبد را به مقصد هونولولو ترک کرد و در آنجا تبدیل به یک مجرم شد.
کشیش به تربیت و آموزش دختر پرداخت، او می‌دانست ممکن است روزی فرا رسد که او تبدیل به سماوی مدونا شود، زنی که مادر آسمانی سماوی مسیحا خواهد شد، یک موجود ژنتیکی دارای قدرت‌های برتر که آورنده صلح به جهان است. او در تمام زمینه‌ها خود را ثابت کرد به ویژه استعداد فوق‌العاده‌ای در هنرهای رزمی مختص نژاد کِری‌ها داشت. دقیقاً بدین سبب که او همیشه رقیب‌های مرد را در مبارزات شکست می‌داد به او لقب مانتیس برگرفته از حشره آخوندک دادند، زیرا آخوندک ماده پس از جفت‌گیری، جنس مخالف خود را کشته و از آن تغذیه می‌کند. به مانتیس همچنین آموزش برقراری ارتباط توسط دورآگاهی با نژاد بیگانهٔ کوتاتی (نژادی از موجودات گیاهی با قدرت دورآگاهی که یکی از آن‌ها نیز تبدیل به پدر سماوی مسیحا خواهد شد) داه شد.
زمانی که آموزش‌های مانتیس به اتمام رسید، کشیش تصمیم گرفت دیگر زمان آن فرا رسیده که مانتیس در کنار انسان‌ها زندگی کند تا به عنوان یک انسان تجربه‌های زندگی را کسب کند؛ بنابراین در شب تولد هجده سالگی مانتیس، دو تن از کشیش‌ها او را گرفتند، یک لباس معمولی ویتنامی تنش کردند و او را در هوشی‌مین رها نمودند. کشیش پاما نیز او را شستشوی مغزی داد و تمام خاطراتش را در نیایشگاه پاک نمود، و در عوض حافظه‌ای نادرست به عنوان یک یتیم که در شهر هوشی‌مین برای زنده ماندن تلاش می‌کند درست کرد. او به کار تن‌فروشی و نوشیار در باری واقع در ویتنام مشغول شد و در آنجا با شخصیت شمشیرزن آشنا شد. هنگامی که شمشیرزن یکبار دیگر به گروه انتقام‌جویان پیوست، او نیز به عنوان یک متحد در کنار آن‌ها به نبرد پرداخت. مانتیس با انتقام‌جویان، ماجراجویی‌های زیادی را انجام داد. او با استار استاکر برخورد داشت، با شخصیت‌هایی همچون تانوس، کلا و سولار به نبرد پرداخت و در کنار انتقام‌جویان و چهار شگفت‌انگیز با شخصیت شرور اولتران روبرو شد.